# Martin van Meytens

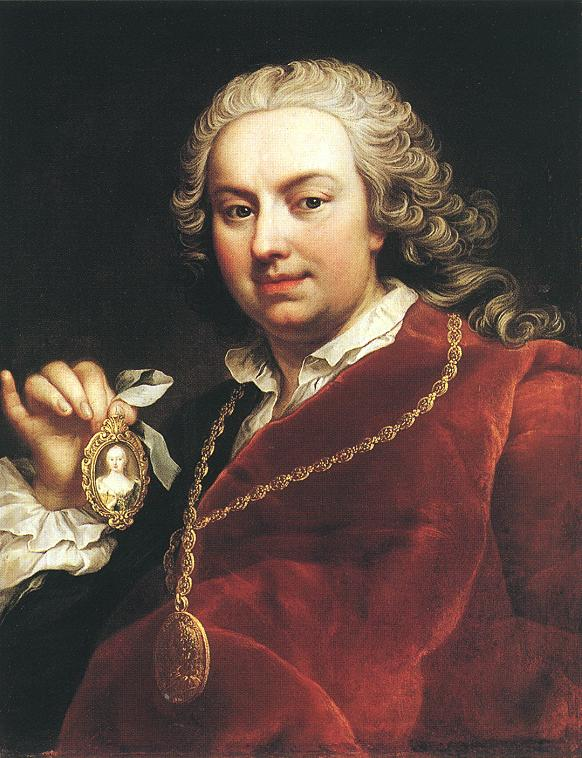
Autorretrato, datado aproximadamente en la década de 1740, el artista sostiene un camafeo pintado con un retrato de la emperatriz.

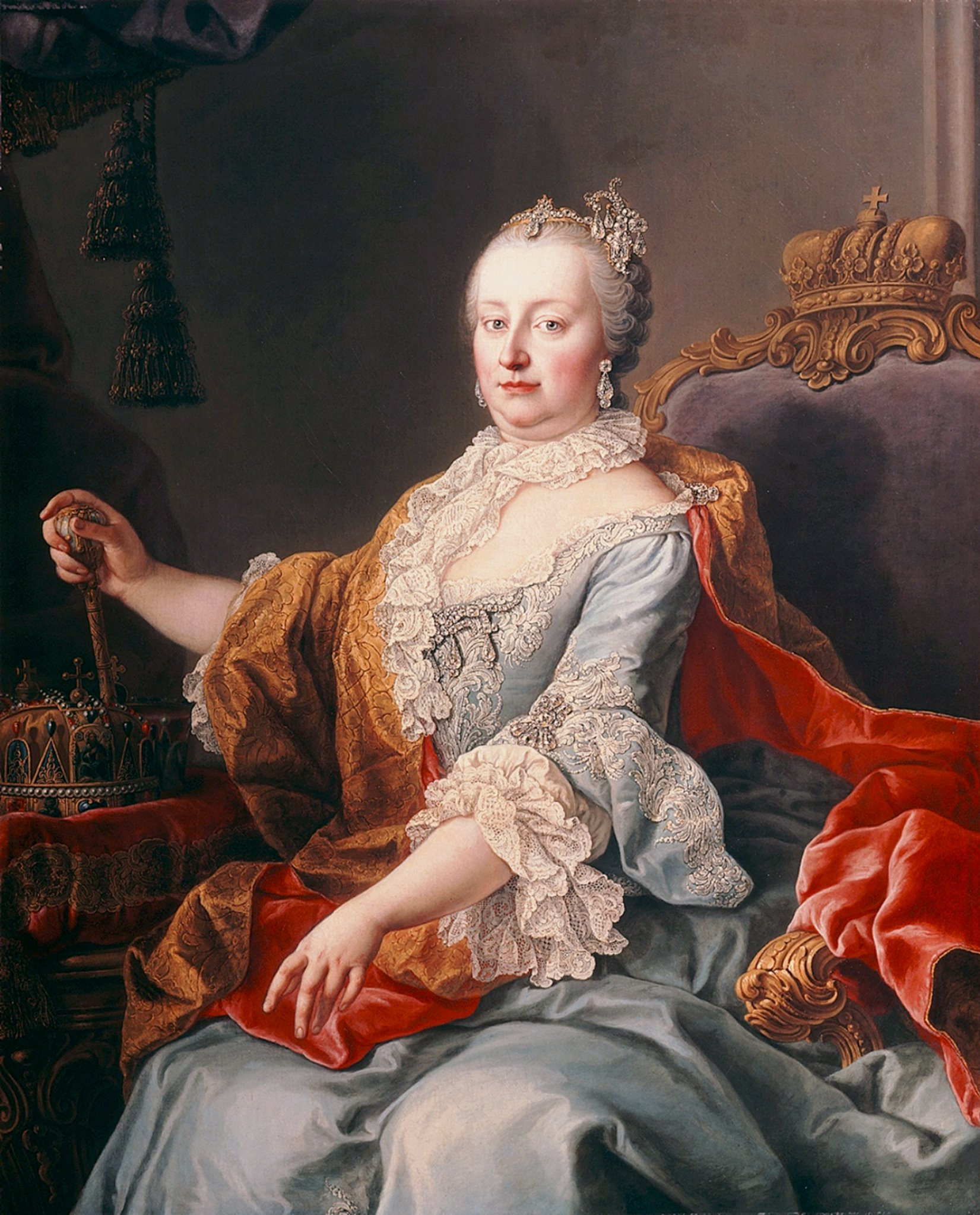
Retrato de María Teresa I (1759).

Martin van Meytens (Estocolmo, Suecia, 16 de junio de 1695 - Viena, Austria, 23 de marzo de 1770) fue un pintor sueco naturalizado austríaco, famoso por servir en la corte de la archiduquesa María Teresa I de Austria y el emperador
Francisco I del Sacro Imperio Romano Germánico, mujer y marido respectivamente. En Viena tuvo como discípulos a Georg Weikert y a Franz Xaver Messerschmidt. Su estilo fue muy imitado.

## Vida y carrera
Nació en Estocolmo, hijo del pintor holandés Martin Meytens el Viejo, que se había mudado de La Haya a Suecia hacia 1677. Al comienzo de su carrera realizó un largo viaje de estudios visitando Londres, París y Viena. Luego vivió y trabajó mucho tiempo en Italia (Roma, Turín). Inicialmente pintó pequeños retratos en miniatura sobre esmalte, y no se pasó a la pintura al óleo hasta 1730, al establecerse en Viena. En la capital austríaca se hizo muy popular como retratista de la corte y la aristocracia. En 1732 se convirtió en pintor de cámara del emperador y en 1759 en director de la Academia de Bellas Artes de Viena. Meytens fue uno de los pintores más representativos del retrato cortesano barroco y, a través de sus alumnos y seguidores, su influencia permaneció viva y extendida por todo el imperio mucho tiempo.
Devoto protestante, permaneció soltero toda su vida. Sus variados intereses, erudición y agradables modales fueron muy apreciados en los elevados círculos sociales donde se movió.

## Obras
- 1741; Káiser Francisco I
- 1745-1750; Familia Grafen Pálffy
- 1752/53; Fam. Grill (Museo de Gotemburgo)
- María Teresa como gobernante, 1750-1755 (Palacio Schönbrunn)
- La familia imperial, 1754 (Palacio Schönbrunn);
- María Teresa, 1759 (Academia de Bellas Artes)

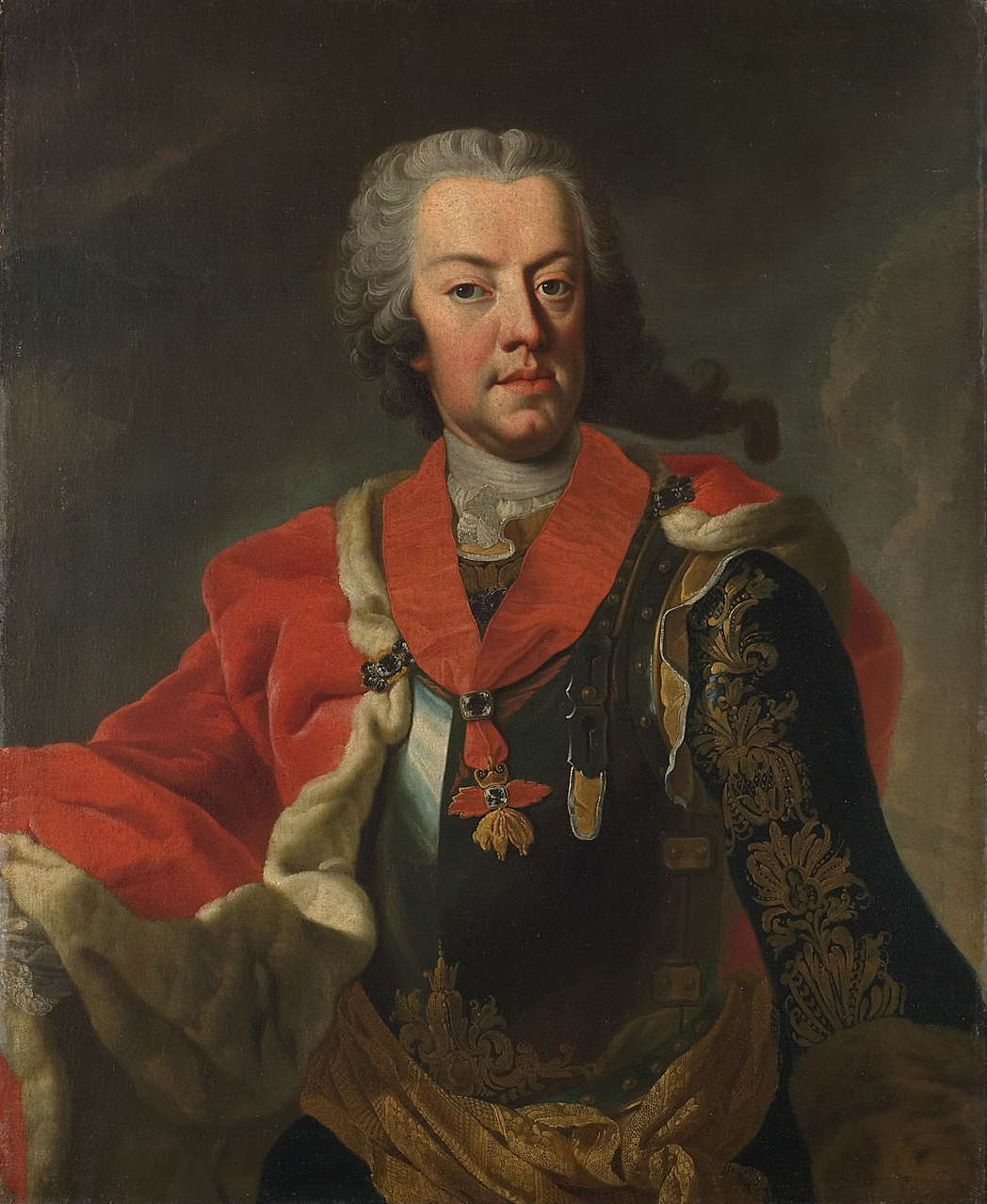
Karl Alexander von Lothringen (1712-1780) 1743
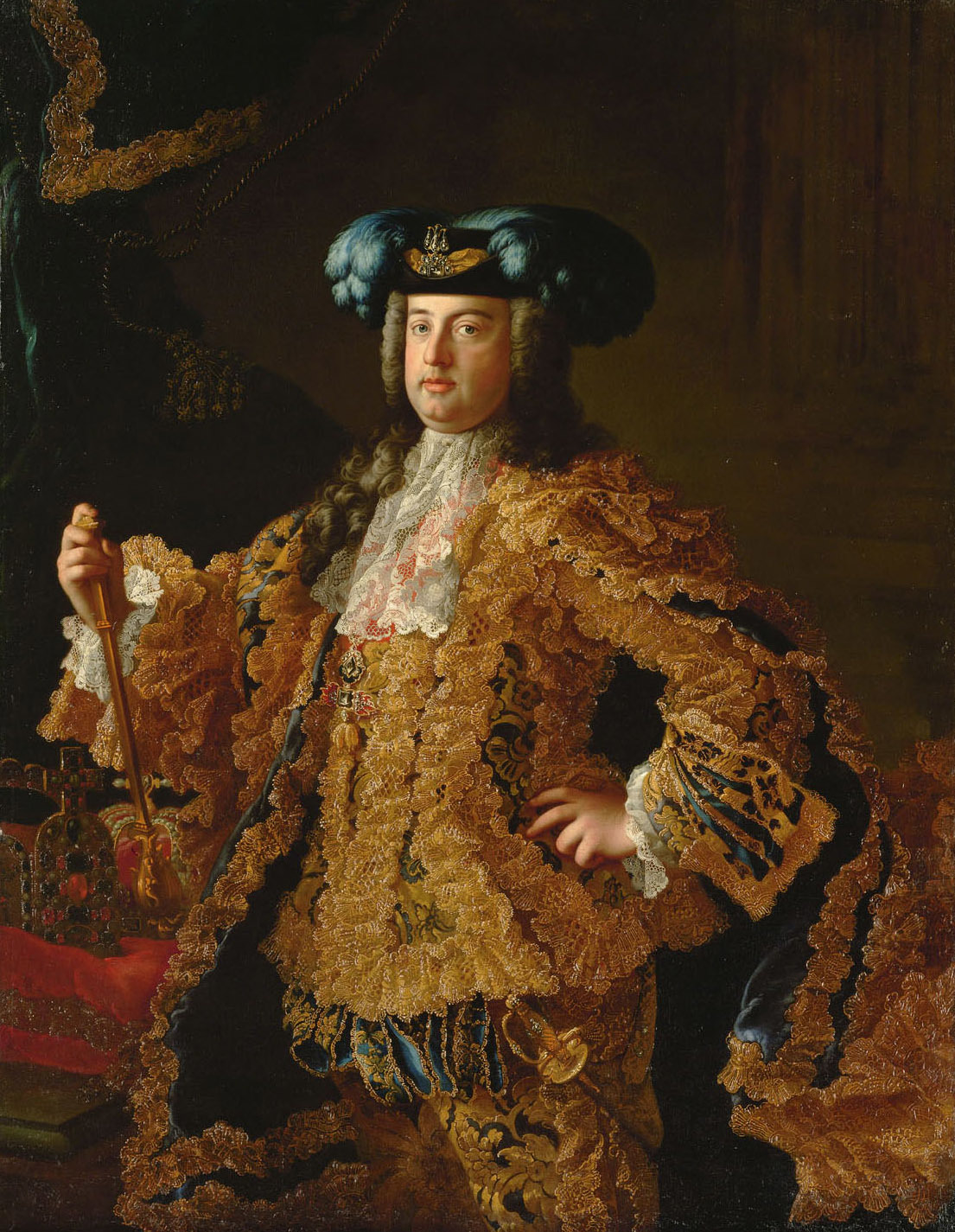
Francisco I - Stephan von Lothringen 1745
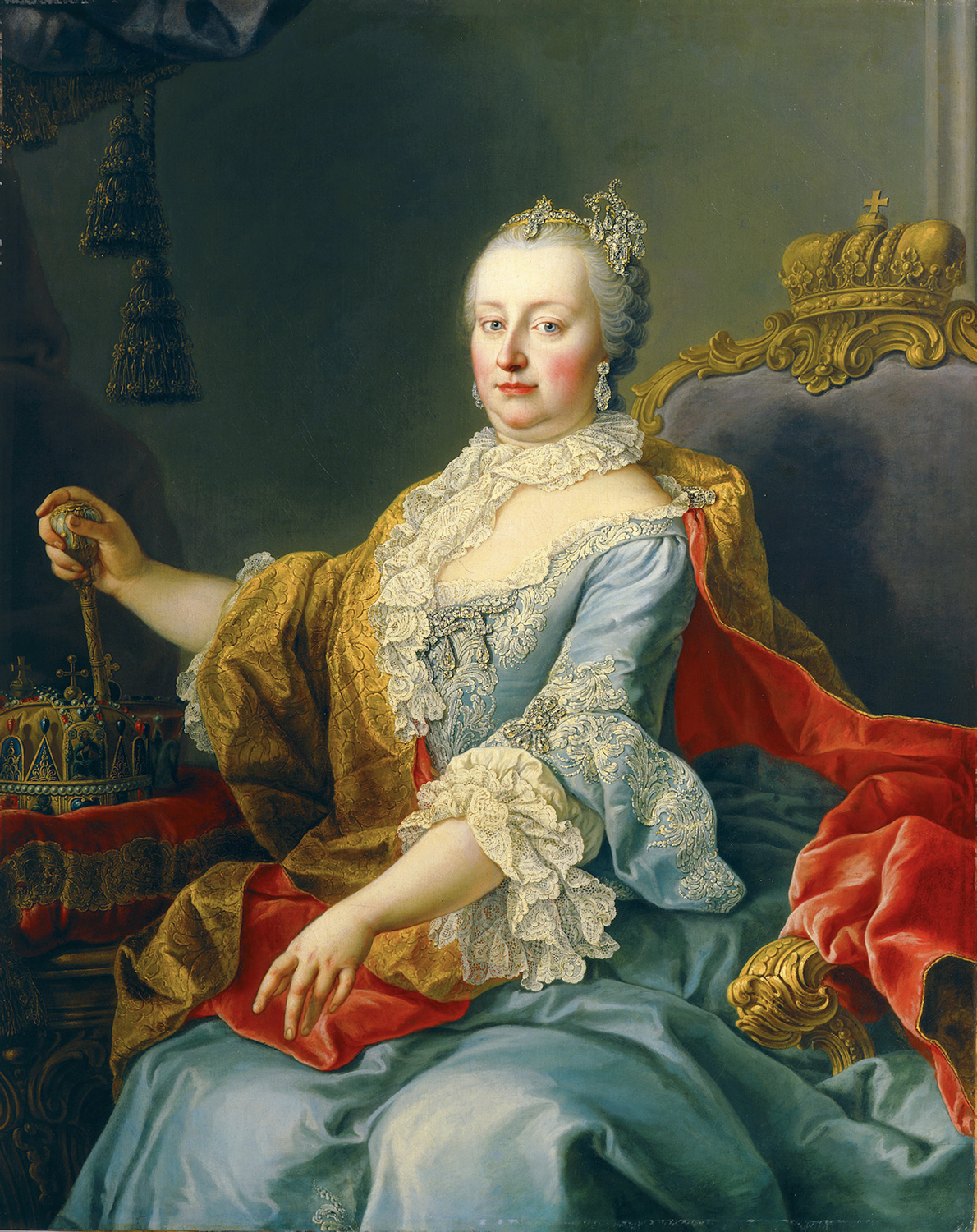
María Teresa de Austria, 1759
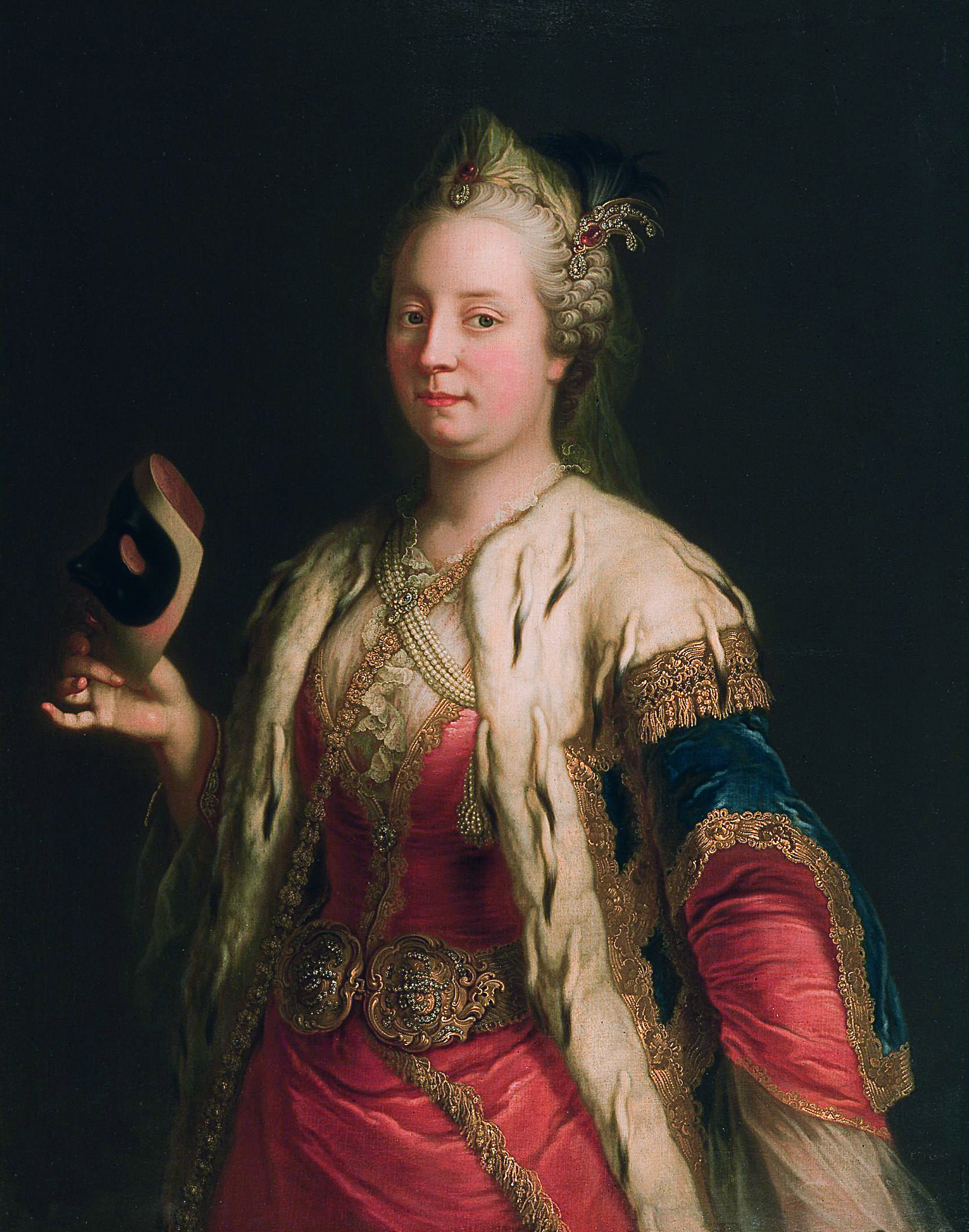
María Teresa de Austria, 1744
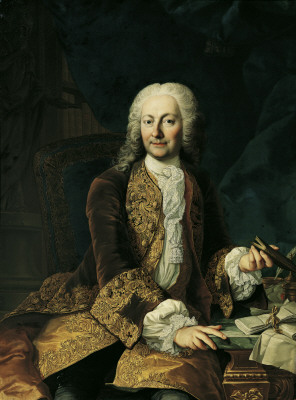
Johann Christoph von Bartenstein (1690-1767), 1740
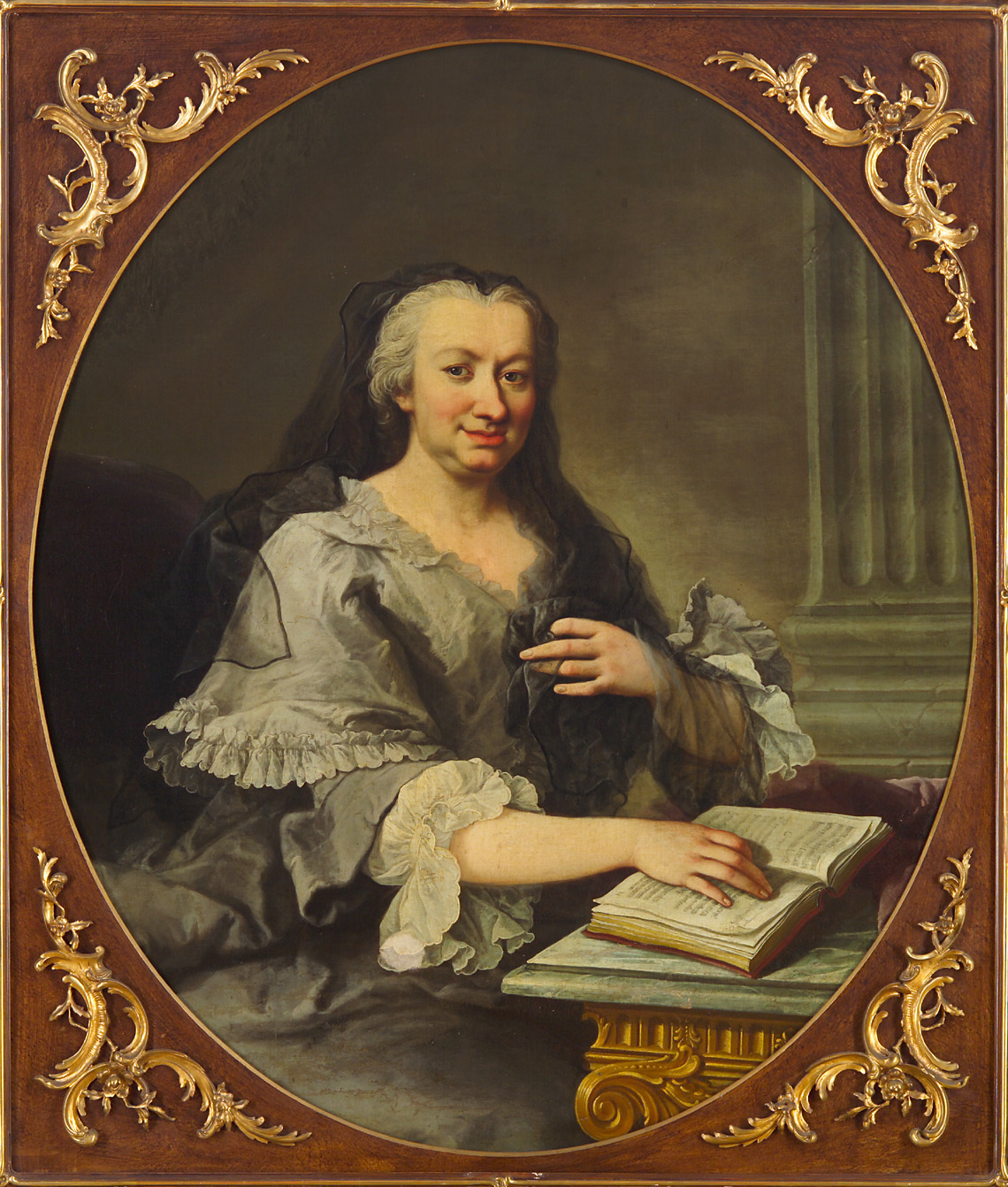
Maria Karolina Gräfin Fuchs (1681-1754)
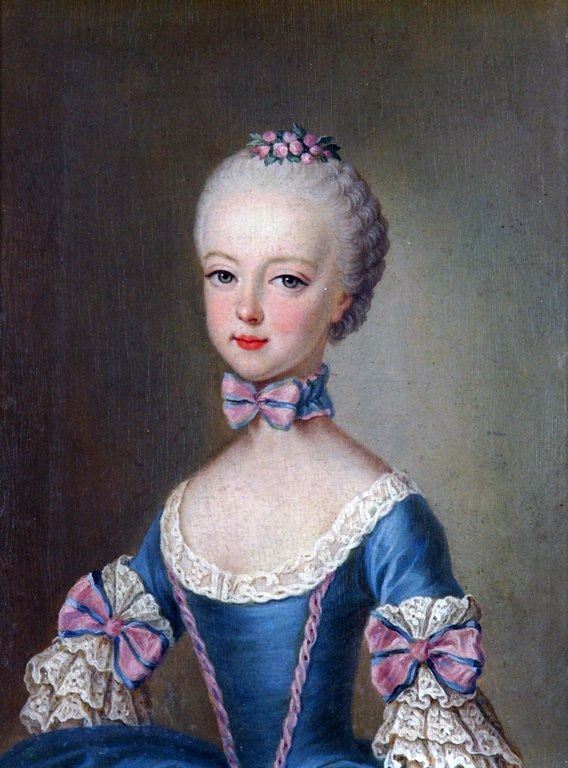
María Antonieta, 1762
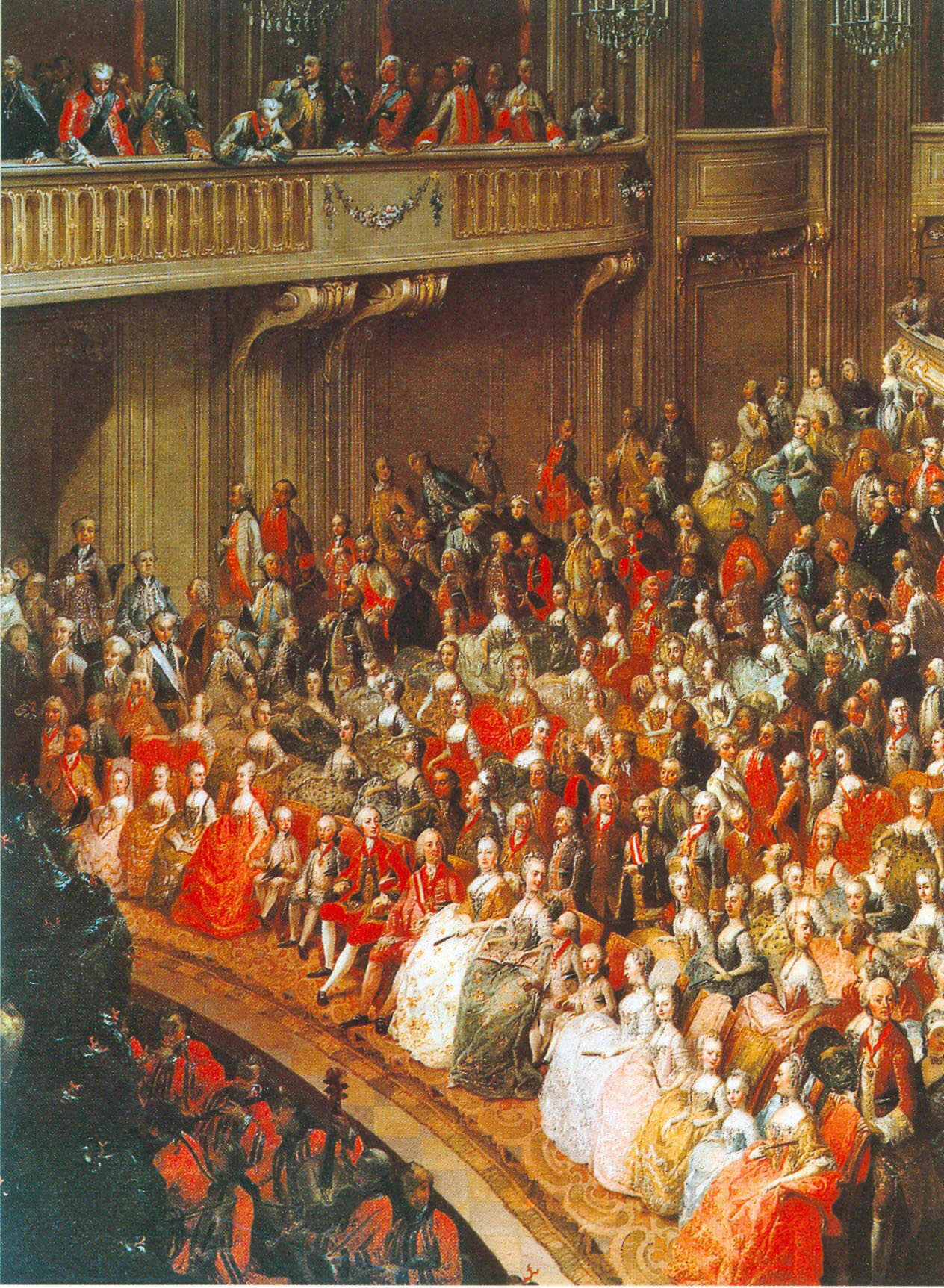
La familia imperial y la corte en la serenata en Viena, 1763